# Cryptocharopa exagitans
Cryptocharopa exagitans är en snäckart som först beskrevs av Cox 1870.  Cryptocharopa exagitans ingår i släktet Cryptocharopa och familjen Charopidae. Inga underarter finns listade i Catalogue of Life.